# Бурматов, Владимир Александрович
Владимир Александрович Бурматов (15 июля 1921, Ковров, Владимирская губерния — 27 октября 1986, там же) — советский лётчик-ас истребительной авиации ВМФ СССР в годы Великой Отечественной войны, Герой Советского Союза (31.05.1944). Подполковник (2.10.1951).

## Краткая биография
Родился в семье рабочего, окончил школу № 3 Коврова и школу фабрично-заводского ученичества. Работал сменным диспетчером на заводе на инструментальном заводе № 2 имени К. О. Киркижа (ныне завод имени В. А. Дегтярёва). Тогда же окончил первый курс Ковровского механического техникума и учился в Ковровском аэроклубе.
С декабря 1940 года — в Военно-Морском флоте, куда был призван на срочную службу. Служил краснофлотцем отдельного батальона связи 8-й авиационной бригады ВВС Балтийского флота на должности электромеханика. 
С началом Великой Отечественной войны — в действующей армии. Участвовал в оборонительных боях на Ленинградском направлении, когда батальон был направлен на сухопутный фронт. В августе 1942 года как выпускник аэроклуба отозван с фронта и направлен учиться на лётчика в 1-й запасной авиационный полк ВВС ВМФ в городе Саранске Мордовской АССР. Там освоил истребитель Як-1.
По одной из публикаций, в 1942 году окончил Курсы усовершенствования начальствующего состава ВВС ВМФ, но это либо ошибка (на эти курсы направляли офицеров с младших командирских должностей, а Бурматов тогда был вообще сержантом без лётного опыта), либо он проходил какую-то часть обучения на базе этих курсов. 30 июня 1942 года в звании сержанта вернулся на фронт и зачислен пилотом в 20-й истребительный авиационный полк ВВС Северного флота. 9 июля 1942 года прибыл в полк, 12 июля выполнил свой первый боевой вылет, а уже 19 июля при отражении воздушного налёта на Мурманск одержал свою первую победу, сбив бомбардировщик Ю-88. Но последующие полгода войны стали для молодого лётчика чудовищным по напряжению испытанием. Из его группы в шесть молодых пилотов, с которой он прибыл в полк, через три месяца боёв живыми остались двое. Сам Бурматов в эти месяцы дважды чудом приводил на аэродром изрешечённый немецкими пулями самолёт, дважды был ранен, а 8 сентября его вообще сбили в воздушном бою и пришлось совершать вынужденную посадку «на брюхо» в тундре. Самолёт был разбит, но Бурматову посчастливилось уцелеть.
В ноябре 1942 года переведён в 255-й истребительный авиационный полк ВВС Северного флота, где прошёл весь дальнейший боевой путь пилотом, командиром звена, штурманом полка. Во фронтовых условиях освоил ленд-лизовский истребитель «Аэрокобра». 3 июня 1943 года одержал свою вторую подтверждённую воздушную победу, а затем боевой счет пилота стал неуклонно расти: за июнь сбил 5 самолётов, за июль — 2, за сентябрь — 5. В конце июня 1943 года получил и свои первые офицерские погоны с единственной звёздочкой младшего лейтенанта на каждом (впрочем, новый 1944 год он уже встречал лейтенантом, получив это звание досрочно за отличия в боях).
16 июля 1943 года Владимир Бурматов сбил одного из лучших асов противника из сражавшихся на севере — фельдфебеля Ханса Хейнриха Дебриха (65 побед). Тяжело раненого Дебриха нашёл и спас в море немецкий катер, но от ран и переохлаждения его пришлось списать с лётной работы и более он не летал. А 2 ноября 1943 года при отражении налёта на аэродром Луостари В. Бурматов сбил ещё одного аса лейтенанта Гюнтера Эйхорна из 9-й эскадрильи 5-й истребительной эскадры (7 побед), который успел выброситься на парашюте и прямо на территории аэродрома был взят в плен.
К апрелю 1944 года штурман 255-го истребительного авиационного полка (5-я минно-торпедная авиационная дивизия ВВС ВМФ) старший лейтенант В. А. Бурматов произвёл 191 боевой вылет, в 43 воздушных боях лично сбил 12 самолётов противника и 1 — в группе. Из общего числа боевых вылетов 57 совершил на сопровождение самолётов-торпедоносцев Северного флота, атаковавших немецкие конвои в Баренцевом море. Это были очень опасные полёты, поскольку конвои всегда прикрывались опытными немецкими лётчиками-истребители, а корабли охранения имели сильное зенитное вооружение. Практически каждый вылет сопровождался воздушным боем над ледяными волнами, но свои задачи Владимир Бурматов выполнял: в этих вылетах советскими торпедоносцами потоплено 8 транспортов противника общим водоизмещением в 64000 тонн, 1 танкер в 12000 тонн, 1 сторожевой корабль, 1 сторожевой катер, 3 самоходных баржи до 1500 тонн каждая. Повреждено ещё 6 транспортов противника водоизмещением в 40000 тонн, 2 танкера водоизмещением в 22000 тонн, 1 сторожевой корабль. 
Указом Президиума Верховного Совета СССР от 31 мая 1944 года «за образцовое выполнение заданий командования на фронте борьбы с немецкими захватчиками и проявленные при этом отвагу и геройство»  гвардии старшему лейтенанту Бурматову Владимиру Александровичу присвоено звание Героя Советского Союза с вручением ордена Ленина и медали «Золотая Звезда» (N 2391).
28 июня 1944 года в районе полуострова Рыбачий был сбит зенитным огнём, несколько часов на спасательной шлюпке находился в Баренцевом море, спасён экипажем катера. В июле его отозвали с фронта и направили на учёбу.
За годы войны выполнил 230 боевых вылетов, провёл 51 воздушный бой, сбил лично 18 самолётов противника и 1 — в группе (но при этом 7 личных побед лётчика зафиксированы как предположительные).
В январе 1945 года окончил Высшие офицерские курсы ВВС ВМФ. Вернулся в свой полк на должность командира эскадрильи и служил им до ноября 1946 года, когда его направили учиться в академию.
В 1952 году окончил Военно-воздушную академию. После её окончания служил в ВВС Черноморского флота: с июля 1952 года — заместитель командира — инспектор-лётчик по технике пилотирования и теории полёта 628-го истребительного авиаполка, а затем стал и командиром этого полка; с июня 1956 года — заместитель командира по огневой и тактической подготовке 49-й истребительной авиационной дивизии. В 1953 году избирался депутатом Нахимовского районного Совета народных депутатов города Севастополя. В феврале 1957 года уволен в запас в звании подполковника. 
Жил в родном городе Коврове (Владимирская область). Работал инженером-технологом на том же заводе имени В. А. Дегтярёва, где в довоенные годы началась его трудовая биография. 
Скончался 27 октября 1986 года. Похоронен на Аллее Славы Троицко-Никольского кладбища Коврова.

## Награды
- Медаль «Золотая Звезда» Героя Советского Союза (31 мая 1944 года)
- Орден Ленина (31 мая 1944)
- Три ордена Красного Знамени (3 ноября 1942, 7 сентября 1943, 20 декабря 1943)
- Орден Отечественной войны I степени (11 марта 1985)
- Два ордена Красной Звезды (30 декабря 1956, 31 января 1957)
- Медаль «За боевые заслуги» (17 мая 1951)
- Медаль «За оборону Ленинграда»
- Медаль «За оборону Советского Заполярья»
- Ряд других медалей СССР
- Почётный гражданин города Ковров (17.04.1975)

## Память
- Бюст В. А. Бурматова, в числе 53 лётчиков-североморцев, удостоенных звания Героя Советского Союза, установлен в посёлке Сафоново на Аллее Героев около музея ВВС СФ[13].
- В городе Коврове его именем названа одна из улиц (Бывшая улица Жданова, 1989), а также средняя школа № 10 (2015), на здании которой установлена мемориальная доска в его честь[14].
- На Аллее Героев на площади Победы в Коврове установлена стела с его именем (2000).